# Hossam Hassan
Hossam Hassan - em árabe, حسام حسن (Cairo, 10 de Agosto de 1966) - é um ex-futebolista que atuava como atacante e treinador de futebol egípcio. Atualmente, está sem clube.

## Carreira
Hossam Hassan começou no Al-Ahly, na temporada de 1985.

## Títulos
Al-Ahly
- Campeonato Egípcio: 1984–85, 1985–86, 1986–87, 1988–89, 1993–94, 1994–95, 1995–96, 1996–97, 1997–98, 1998–99, 1999–00
- Copa do Egito: 1984–85, 1988–89, 1992–93, 1995–96
- Liga dos Campeões da CAF: 1987
- Recopa Africana: 1983–84, 1984–85, 1985–86, 1992–93
- Liga dos Campeões Árabes: 1995–96
- Recopa Árabe: 1993–94
- Supercopa Árabe: 1997, 1998

Zamalek
- Campeonato Egípcio: 2000–01, 2002–03, 2003–04
- Copa do Egito: 2001–02
- Supercopa do Egito: 2001, 2002
- Liga dos Campeões da CAF: 2001–02
- Supercopa da CAF: 2003
- Liga dos Campeões Árabes: 2002–03

Al-Ain
- UAE League: 1999–00

Egito
- Campeonato Africano das Nações: 1986, 1998, 2006

### Artilharias
- Campeonato Africano das Nações de 1998 (7 gols)
- Campeonato Egípcio de 1998–99 (15 gols)
- Campeonato Egípcio de 2001–02 (18 gols)